# Eero Järnefelt

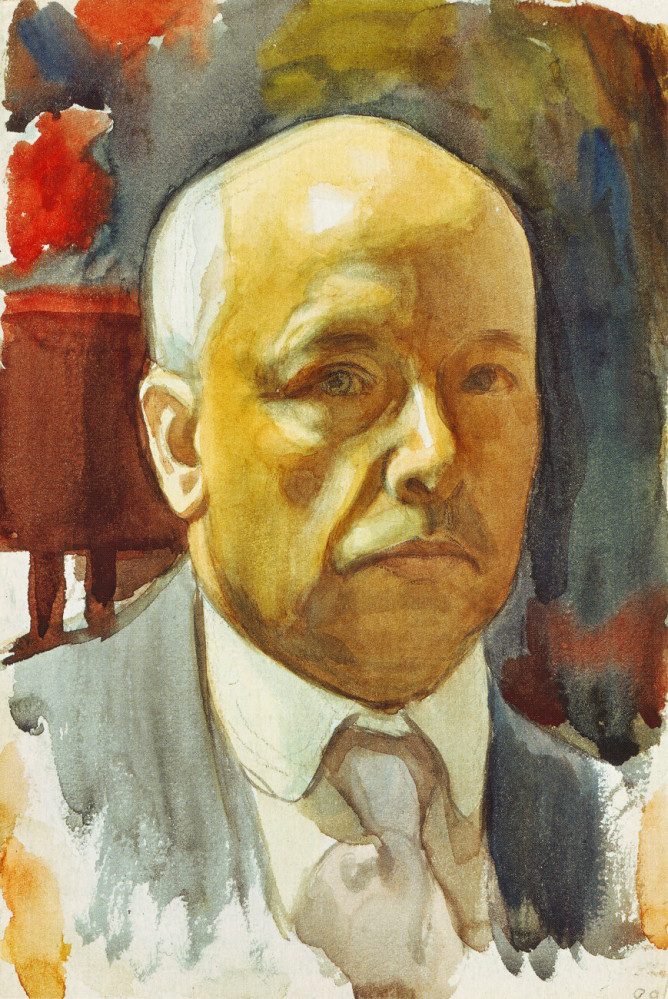
Selbstporträt

Erik (Eero) Nikolai Järnefelt (* 8. November 1863 in Wyborg; † 15. November 1937 in Helsinki) war ein finnischer Maler des Realismus. Er nahm den Künstlernamen „Eero Rauta“ an und war später als „Eero Järnefelt“ bekannt.

## Familie
Järnefelt war das dritte Kind des finnischen Generals und Provinz-Gouverneurs August Alexander Järnefelt und dessen Frau Elisabeth (geborene Clodt von Jürgensburg). Er hatte sechs Geschwister. Der Schriftsteller Arvid Järnefelt und der Komponist und Dirigent Armas Järnefelt waren seine Brüder, seine Schwester Aino war mit Jean Sibelius verheiratet.
Järnefelts Eltern waren kurz vor seiner Geburt aus Sankt Petersburg nach Wyborg gezogen. Die Familie Järnefelt stammte ursprünglich aus Deutschland und war am Anfang des 17. Jahrhunderts nach Schweden eingewandert. Der finnische Zweig der Familie stammte aus Savo. Mehrere Geschwister und Cousins   sowie ihr Vater und Großvater seiner Mutter waren künstlerisch tätig. Zu seinen Verwandten gehörte aus diesem Familienzweig der Bildhauer Peter Clodt von Jürgensburg. Die Clodt von Jürgensburgs waren schwedisch-baltischen Ursprungs, und Järnefelts Großmutter war die Französin Catharina Vigné.
1890 heiratete er die Schauspielerin Saimi (geborene Swan), die am Finnischen Theater wirkte und mit der er fünf Kinder hatte.

## Leben
Järnefelt besuchte zunächst von 1874 bis 1878 die Zeichenschule des Finnischen Kunstvereins in Wyborg. Er immatrikulierte sich 1881 für ein Studium und strebte eine Laufbahn als Volksschullehrer an, was seinem Vater nicht zusagte. So studierte er von 1883 bis 1885 an der Russischen Kunstakademie in Sankt Petersburg. Einer seiner Lehrer dort war sein Onkel Michail Clodt von Jürgensburg. Anschließend setzte er sein Studium in den Jahren 1886 bis 1891 in Paris fort. Er studierte in dieser Zeit unter anderem bei William Bouguereau und Tony Robert-Fleury an der Académie Julian. Er interessierte sich sehr für die naturalistischen Malerei und deren Leitfigur Jules Bastien-Lepage und seine Werke wurden durch die französischen Plein-air-Malerei beeinflusst. Er orientierte sich zudam an den Künstlern Pierre Puvis de Chavannes, Pascal Adolphe Jean Dagnan-Bouveret, Édouard Manet und Jean-François Millet. Hier war er mit Akseli Gallen-Kallela, dem finnischen Bildhauer Emil Wikström (1864–1942) und dem schwedischen Maler und Designer Louis Sparre (1863–1964) befreundet. 1889 reiste er nach Keuruu, wo er seine spätere Frau, die Schauspielerin Saimi Swan kennenlernte, die er ein Jahr später heiratete.
Anlässlich einer Ausstellung in Berlin, die einen Querschnitt aus dem Finnischen Jugendstil zeigte, hieß es:

„Auch Maler wie Ville Vallgren, Eero Järnefelt und Albert Edelfelt trugen zur ‚Wiedergeburt‘ der finnischen Kunst bei. Ihre eigenwilligen, unverwechselbaren Bildsprachen und ihre zunehmend metaphysischen Sujets wie Eros und Tod prägten die Jugendstil-Kunst.“

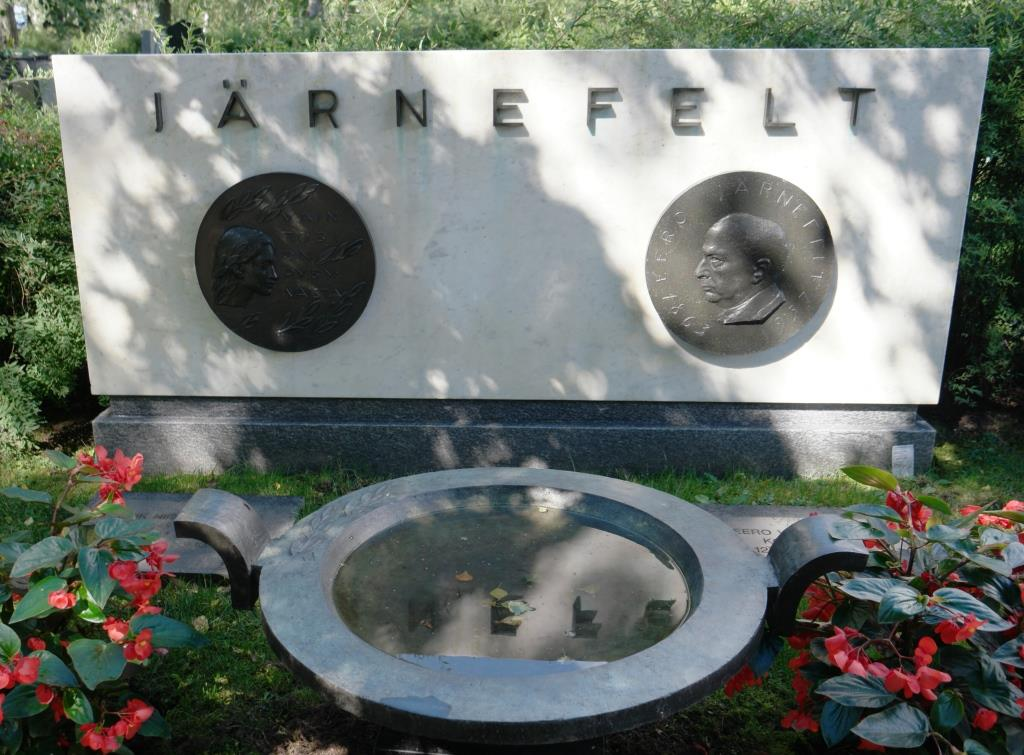
Grab von Eero Järnefelt auf dem Friedhof Hietaniemi in Helsinki

Järnefelt interessierte sich jetzt verstärkt für den Karelianismus und reiste im Sommer 1892 gemeinsam mit Juhani Brofeldt und dessen Frau Venny Soldan-Brofeldt nach Karelien. Die Landschaft um Koli faszinierte ihn besonders, so dass er diese immer wieder in seinen Bildern festhielt so unter anderem 1899 in dem  Panorama Höstlandskap från Pielisjärvi. In den Jahren 1894 bis 1897 bereiste er Deutschland und Italien und kam mit dem Symbolismus von Arnold Böcklin in Berührung. Zu Beginn des 20. Jahrhunderts zog die Familie Järnefelt in die Villa Suviranta (erbaut 1901 von dem Architekten Usko Nyström) am Ufer des Tuusulanjärvi in Järvenpää. Järnefelt lehrte von 1902 bis 1928 an der Universität Helsinki. In dieser Zeit porträtierte er oftmals die Mitglieder seiner Familie, das Haus und den Garten sowie Pflanzen und Tiere am Tuusulanjärvi.

## Mitgliedschaften und Ehrungen
- Järnefelt wurde 1912 als Professor bestätigt und 1923 zum Ehrendoktor der Philosophie an der Universität Helsinki ernannt.
- Mitglied der Kunstakademie Finnlands (1922 bis 1937)
- Mitglied der Kunstakademie in Schweden 1935

## Werke (Auswahl)

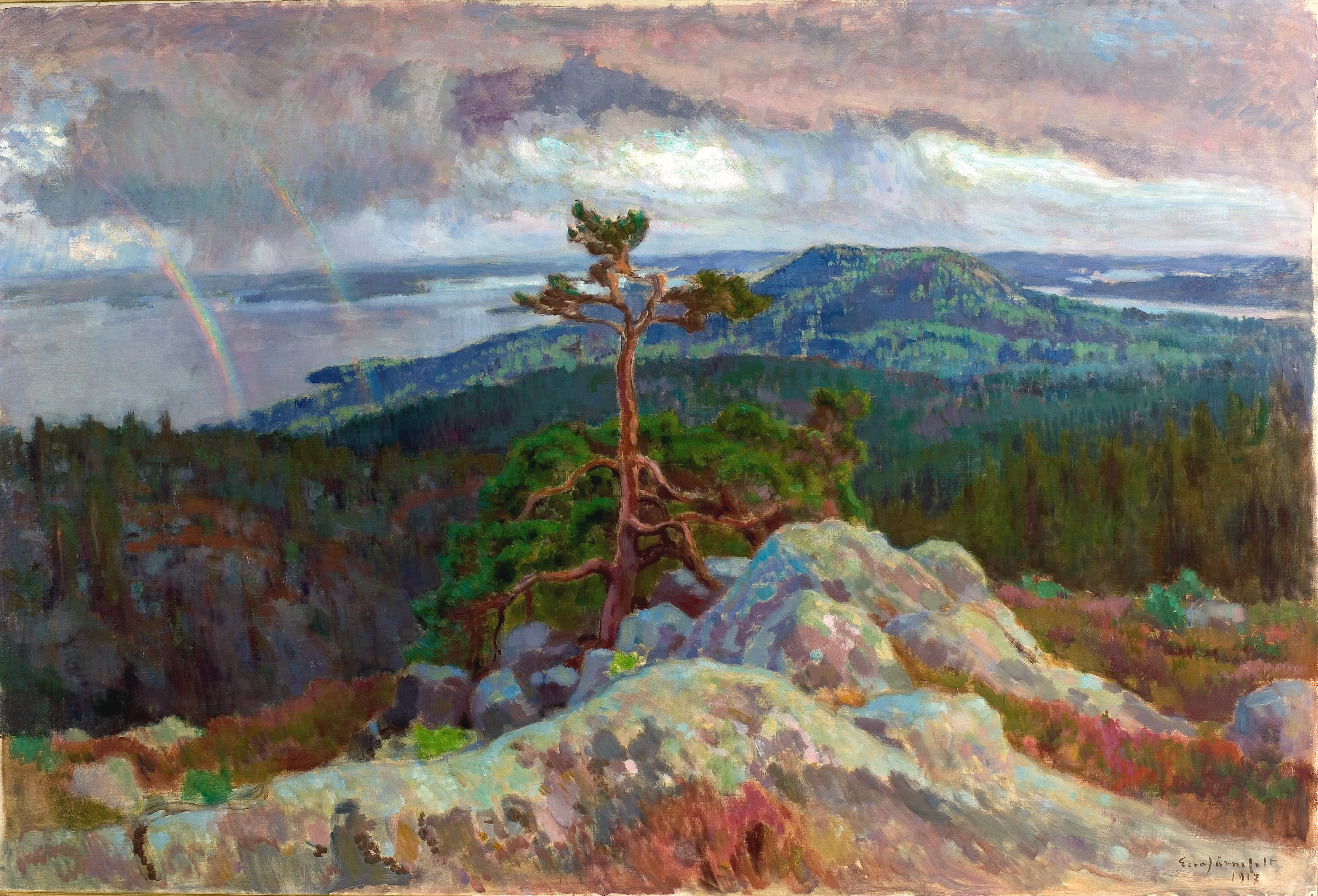
Koli 1917

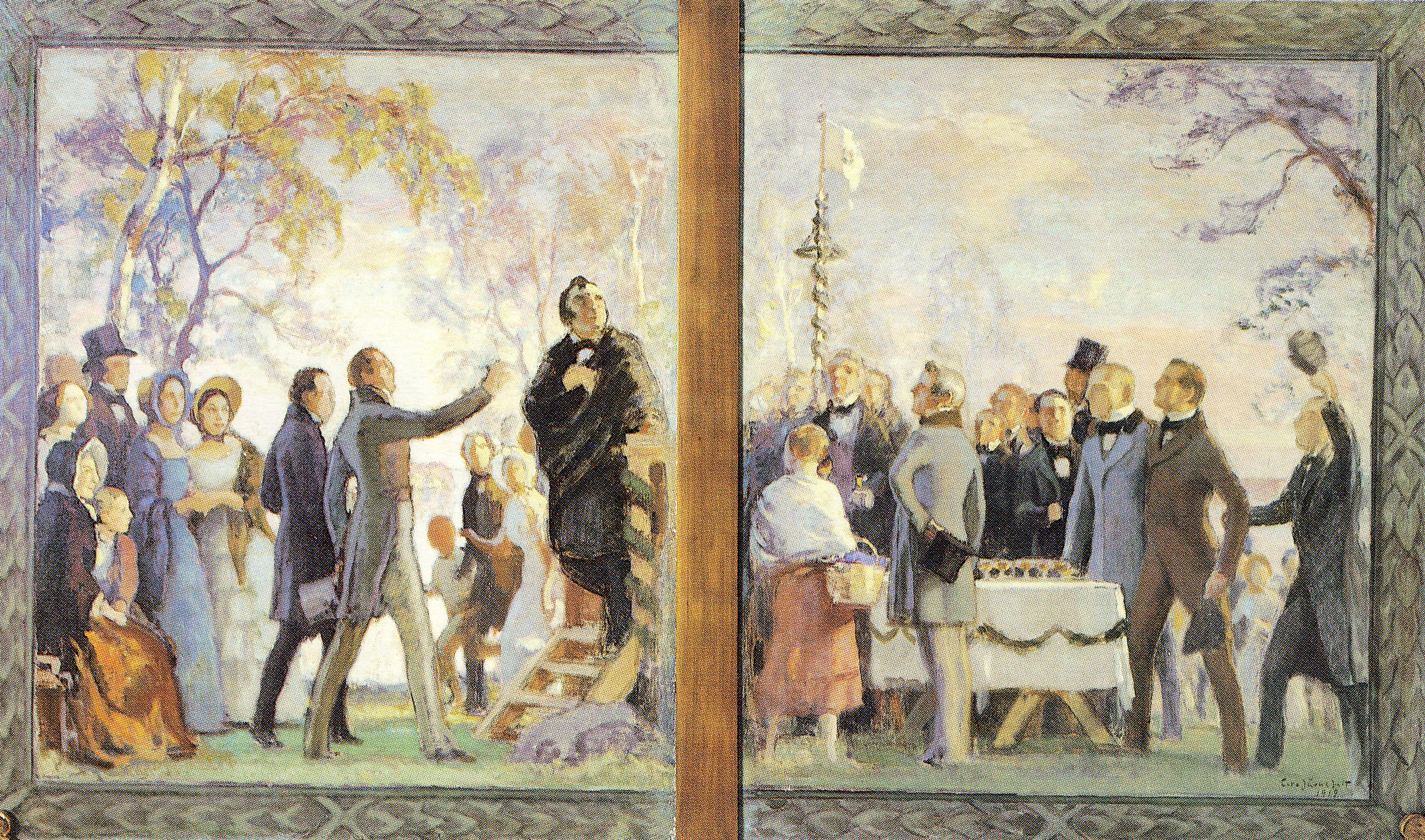
Entwurf für das Wandgemälde Florafesten

Neben Landschaftsbildern schuf Järnefelt Porträts von Familienmitgliedern und weiteren Personen, so beispielsweise von Tekla Hultin, Mathilda Wrede und Johan Richard Danielson-Kalmari (1853–1933) sowie Altarbilder für mehrere Kirchen.
- Johan Philip Palmén 1890 (Porträt Baron Johan Philip Palmén)
- Julidag 1891
- Kor i torvrök 1891
- Jean Sibelius 1892 (Porträt Jean Sibelius)
- Sved oder Trälar under penningen 1893
- Husbonde med drängar 1893
- Spielende Kinder 1895
- Lorenz Leonard Lindelöf 1901 (Porträt Lorenz Lindelöf)
- Juhani Aho 1906 (Porträt)
- Aurorasällskapet 1916 und Florafesten 1920 (Im Festsaal der Universität Helsinki, die 1944 bei Bombenangriffen zerstört wurden)